# Cape Town
Cape Town (nemško Kapstadt, koščina iKapa ali SaseKapa) je eno od treh glavnih mest Republike Južne Afrike (drugi dve sta Pretoria in Bloemfontein) ter glavno mesto province Zahodna Kaplandija. Mesto leži ob Atlantskem oceanu, nad njim se pne Mizasta gora, kar daje panorami mesta značilno podobo. Po popisu iz leta 2007 ima skupaj s somestji okoli 3,5 milijona prebivalcev, s čimer je drugo največje mesto v državi.
Cape Town je The New York Times razglasil za najboljšo turistično destinacijo leta 2014.

## Zgodovina
Mesto je ustanovila Nizozemska vzhodnoindijska družba kot postojanko za ladje na trgovski poti do Indonezije. Lokacija je bila izbrana zaradi zavetrnega zaliva, ki predstavlja naravno pristanišče in je varovalo ladje pred prevladujočimi jugovzhodnimi vetrovi. Morje okoli Cape Towna je razvpito po slabem vremenu; južni rt Afrike je bil znan tudi kot »Rt neviht«.
Prvo evropsko naselbino je vodil Jan van Riebek, ki je tja prispel 6. aprila 1652. Sčasoma so nizozemski priseljenci izpodrinili avtohtona plemena Kojkoj in San. Nizozemci so tudi uvozili suženjsko delovno silo iz Azije. Potomci teh sužnjev, znani kot Kapski Malajci, sestavljajo skupaj s potomci mešanih zvez med domorodci in belimi priseljenci etnično skupino »obarvanih«.
V 19. stoletju so strateško pomembno pristanišče zavzeli Angleži. V obdobju apartheida so večetnična predmestja bodisi »očistili« črncev in mulatov, bodisi porušili. Najbolj neslaven primer je bilo Okrožje šest, ki je bilo leta 1965 proglašeno za belsko območje in iz katerega so prisilno odstranili 60.000 prebivalcev.
V mestu je delovalo več najvidnejših vodij gibanja proti apartheidu. V zaporu na otoku Robben Island sredi capetownskega zaliva je bilo dolga leta zaprtih več njih, pred premestitvijo v zapor blizu Paarla je bil tu zaprt tudi Nelson Mandela. Njegov govor z balkona mestne hiše po osvoboditvi leta 1990 je označeval pričetek novega obdobja za državo.

## Podnebje
Cape Town ima po Köppnu (Csb) sredozemsko podnebje, z zmernimi zimskimi temperaturami in srednjo količino padavin ter toplimi in suhimi poletji. Zima traja od začetka junija do konca avgusta, občasno pa se v tem letnem času iznad Atlantika nad mesto privalijo hladne fronte z obilnimi padavinami ter močnimi severozahodnimi vetrovi. Najvišje povprečne zimske temperature so okili 18ºC, najnižje pa okoli 8,5ºC. Povprečna letna količina padavin je 515 mm. Poletje traja od decembra do marca. Poletni meseci so vroči in suhi z najvišjimi povprečnimi temperaturami okoli 26 °C in najnižjimi okoli 16 °C. Občasno se v mesto spusti t. i. Berg Wind (gorski veter), ki piha z gorovja Karoo. Veter je najpogostejši med februarjem in marcem. Pozno spomladi in zgodaj poleti je pogost jugovzhodni veter, ki odpihne onesnažen mestni zrak, zaradi česar mu domačini pravijo Cape Doctor. Veter povzroči območje visokega zračnega pritiska nad južnim Atlantikom zahodno od mesta. 
Povprečno je v Cape Townu 3100 sončnih ur, kar je podobna osončenost kot jo ima Los Angeles (3300 ur) in več kot Atene ter Madrid (2900 ur).
Temperature morja okoli mesta se gibljejo med 10 in 22 °C, povprečna temperatura pa se giblje med 13 in 17 °C.

## Turizem
Cape Town je najbolj priljubljena destinacija v Južni Afriki, pa tudi v Afriki na splošno, kar je posledica dobrih klimatskih razmer v mestu, naravnih znamenitosti ter dobro razvite infrastrukture. Ena najbolj priljubljenih okoliških izletniških točk je Mizasta gora. Poleg tega so priljubljene destinacije tudi okoliške plaže, ki so priljubljene točke tudi za lokalne prebivalce. Izjemno priljubljen je tudi Cape Point, ki se nahaja na koncu rta Cape

## Pobratena mesta
Cape Town ima uradne povezave z naslednjimi mesti po svetu:
| - Aachen, Nemčija - Buenos Aires, Argentina - Galveston, Združene države Amerike - Haifa, Izrael - Tunis, Tunizija | - Nica, Francija - Sankt Peterburg, Rusija - San Francisco, Združene države Amerike - London, Združeno kraljestvo |

## Šport
Najbolj priljubljeni športi v mestu so kriket, nogomet, plavanje in rugby.